# Outsourced (film)
Pour les articles homonymes, voir Outsourced.
Pour plus de détails, voir Fiche technique et Distribution.
Outsourced est un film américain réalisé par John Jeffcoat, sorti en 2006.

## Synopsis
Le service de Todd Anderson est délocalisé et il doit former sa remplaçante indienne.

## Fiche technique
- Titre : Outsourced
- Réalisation : John Jeffcoat
- Scénario : George Wing et John Jeffcoat
- Musique : BC Smith
- Photographie : Teodoro Maniaci
- Montage : Brian Berdan
- Production : Tom Gorai
- Société de production : ShadowCatcher Entertainment et Tom Gorai Productions
- Société de distribution : Truly Indie (États-Unis)
- Pays :  États-Unis
- Genre : Comédie dramatique et romance
- Durée : 103 minutes
- Dates de sortie : 
  -  Canada : 12 septembre 2006 (Festival international du film de Toronto)
  -  États-Unis : 28 septembre 2007

## Distribution
- Josh Hamilton : Todd Anderson
- Ayesha Dharker : Asha
- Asif Basra : Purohit N. Virajnarianan
- Matt Smith : Dave
- Sudha Shivpuri : tante Ji
- Raghu Mama : le vieil homme de tante Ji
- Parvati : la servante de tante Ji
- Bhuvnesh Shetty : Manmeet
- Jeneva Talwar : Rani
- Saurabh Agarwal : Kumar
- Larry Pine : Bob
- Ketan Mehta : Sanjeev
- Depesh Shah : Krishna
- Urmi Mukherjee : Madhuri
- Bharat Sarjerao Adhangle : Anil
- Arjun Mathur : Gaurav
- Shriti Tyagi : Bhagyashree

## Accueil
Le film a reçu un accueil favorable de la critique. Il obtient un score moyen de 70 % sur Metacritic.

## Postérité
Le film est à l'origine de la série du même nom créée en 2010.